# Hlaholská tiskárna v Senji
Hlaholská tiskárna (chorvatsky Glagoljaška tiskara u Senju) je někdejší tiskárna v Senji, nejstarší hlaholská tiskárna v Chorvatsku fungovala v letech 1494-1508. 

## Historie

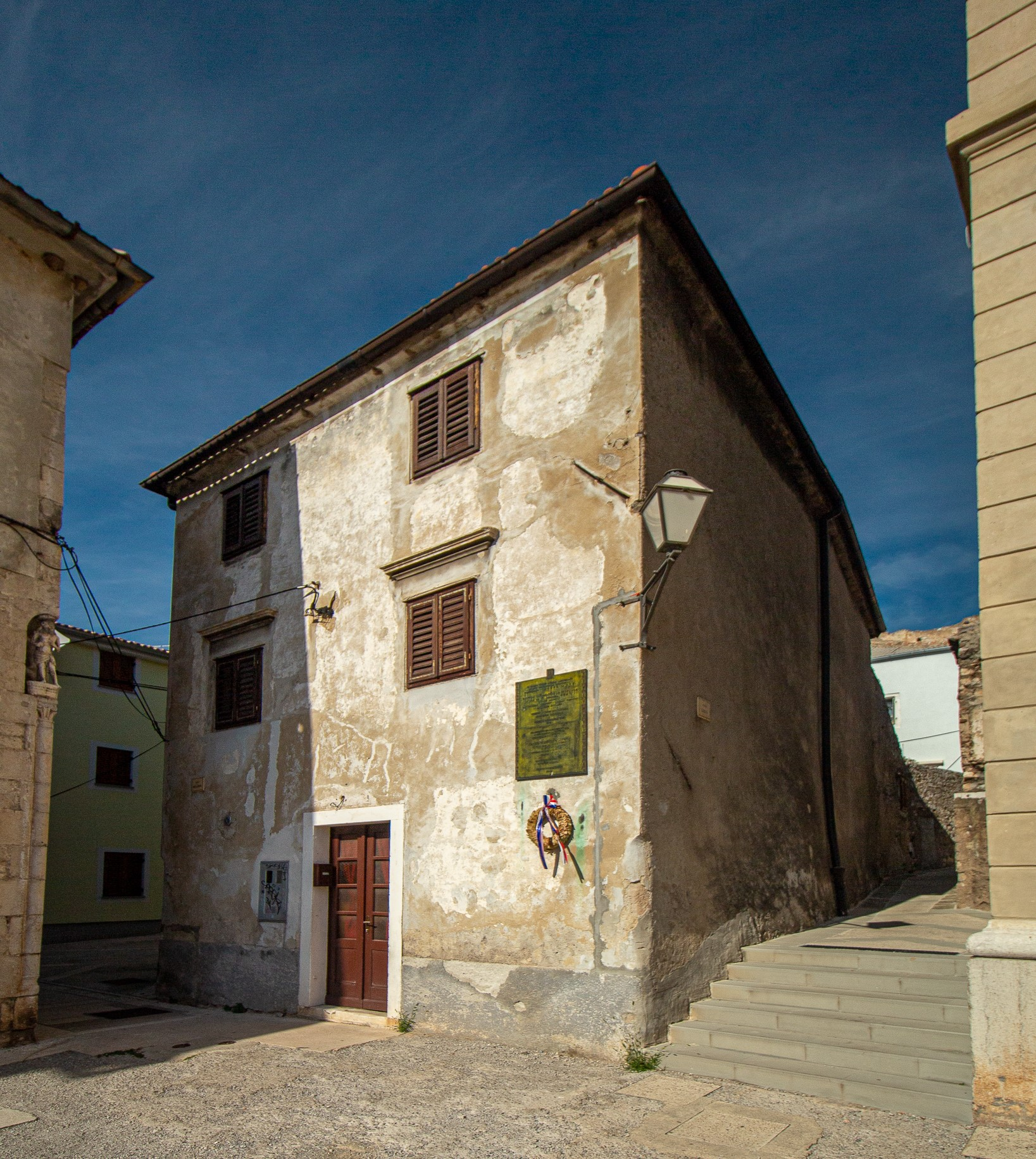
Dům, kde sídlila tiskárna u katedrály v Senji

Dílnu založil dne 7. srpna 1494 senjský kanovník Blaž Baromić za účelem tisku knih v hlaholici psaných ve staré chorvatštině. Většina knih byla vytištěna pro potřeby hlaholské liturgie, k čemuž roku 1248 získal biskup Filip Senjský svolení přímo od papeže Inocence IV.
Tiskárna se nacházela v domě arcijáhna Silvestra Bedričiće, majitele tiskárny, vedle zvonice v těsné blízkosti katedrály Nanebezetí Panny Marie. 
Za dobu činnost zde bylo vytištěno celkem sedm děl, z nichž mnohá byla první svého druhu v Chorvatsku: Senjský hlaholský misál, Spovid ščečena, Tranzit svetog Jerolima (1508), Mirakuli slavne dive Marije (1507), Naručnik plebanušev (1507), Meštrija od dobra umrtija s Ritualom (1507) (Obrednik ili ritual), Korizmenjak (1508).
Provoz byl ukončen roku 1508. 

Dne 8. srpna 2002 byla této tiskárně díky Chorvatské matici v Senji umístěna pamětní deska. Text pamětní desky je v hlaholici a latině, zpracovali jej chorvatští akademikové Dragutin Tadijanović a Milan Moguš. Plaketu navrhl Damir Mataušić a akademik Josip Bratulić ji odhalil veřejnosti. Podporu tomuto projektu poskytla Fakulta grafiky ze Záhřebu.

## Prameny
- Vesna Kusin: Pamětní deska slavné tiskárny Senja, Vjesnik, 9. srpna 2002.